# Oda-Gebbine Holze-Stäblein
Oda-Gebbine Holze-Stäblein (* 2. Juli 1942 in Magdeburg) ist eine lutherische Theologin. Sie war von 2001 bis 2007 Landessuperintendentin für den Sprengel Ostfriesland der Evangelisch-lutherischen Landeskirche Hannovers mit Sitz in Aurich.

## Leben und Wirken
Oda-Gebbine Holze-Stäblein absolvierte nach ihrem Theologiestudium von 1970 bis 1971 ihr Vikariat in Mannheim. Im Jahre 1972 trat sie in den Dienst der Evangelisch-lutherischen Landeskirche Hannovers und war von 1972 bis 1976 Gemeindepastorin in Stade. Von 1976 bis 1981 wirkte sie als Dozentin am Religionspädagogischen Institut in Loccum und war als Gemeindepastorin von 1981 bis 1991 an St. Martin in Hannover-Linden tätig. Seit 1991 versah sie das Amt als Pastorin der zweiten Pfarrstelle an der Marktkirche in Hannover, der Bischofskirche der Leinestadt. 1999 erhielt sie die Ernennung zur Superintendentin des Kirchenkreises Burgdorf und nach drei Amtsjahren die Berufung zur Landessuperintendentin für den Sprengel Ostfriesland mit Sitz in Aurich – in der Nachfolge von Landessuperintendent Volker Jürgens.
Mit Erreichen der Altersgrenze trat Holze-Stäblein zum 31. Juli 2007 in den Ruhestand. Zu ihrem Nachfolger wurde der Burgdorfer Superintendent Detlef Klahr ernannt.

## Sonstige Funktionen
Oda-Gebbine Holze-Stäblein war lange Jahre Mitglied im Kirchensenat der Hannoverschen Landeskirche sowie stellvertretendes Mitglied der Synode der Evangelischen Kirche in Deutschland. 1991 wurde sie Vorsitzende des Beirates Erneuerte Gemeinschaft von Frauen und Männer in der Kirche und arbeitete außerdem beim Deutschen Evangelischen Kirchentag mit.
Einer breiten Öffentlichkeit wurde Holze-Stäblein aufgrund ihrer mehrjährigen Tätigkeit als Sprecherin beim Wort zum Sonntag bekannt.